# Ján Zelenčík
Ján Zelenčík (* 17. Oktober 1979) ist ein ehemaliger slowakischer Skispringer.
Der für den Verein LKS Dukla Banska Bystrica startende Zelenčík begann seine internationale Karriere im Skisprung-Continental-Cup. Nach guten Leistungen in dieser Serie gab er am 18. Januar 1998 sein Debüt im Skisprung-Weltcup. Im polnischen Zakopane erreichte er dabei den 32. Platz und verpasste so nur knapp die Punkteränge. Bei der Skiflug-Weltmeisterschaft 1998 in Oberstdorf flog er auf den 36. Platz, nachdem er einen Tag zuvor beim Weltcup-Fliegen den 34. Platz erreichte. Am 5. Februar 1998 konnte er in Sapporo erstmals Weltcup-Punkte gewinnen und erreichte den 29. Platz. Es waren jedoch auch die letzten Weltcup-Punkte seiner Karriere. Die Weltcup-Saison 1997/98 beendete er punktgleich mit dem Japaner Kazuhiro Nakamura auf dem 93. Platz in der Weltcup-Gesamtwertung. in der Sprungwertung lag er am Ende auf dem 84. Platz. In der Saison 1998/99 bestritt er nur noch das Weltcup-Springen in Predazzo, wo er 50. wurde, bevor er wieder ausschließlich im Continental Cup antrat. Nachdem er jedoch auch dort erfolglos geblieben war, beendete er mit dem Start bei der Skiflug-Weltmeisterschaft 2002 in Harrachov, bei der er noch einmal auf den 46. Platz flog, seine aktive Skisprungkarriere.
Bei der offenen Meisterschaft der Tschechischen Republik und der Slowakei gewann er am 5. September 2009 im tschechischen Lomnice nad Popelkou auf der umgebauten der K70 mit 68,0 m und 72,0 m sowie 203,0 Punkten den Titel in der Altersklasse 1979 bis 1984.